# Sinagoghe e museo ebraico di Ferrara
Le sinagoghe e il museo ebraico di Ferrara si trovano in un edificio in via Mazzini 95, nell'area dell'antico ghetto. Gli insediamenti di ebrei nella zona risale al 1485, quando il ricco banchiere romano Ser Samuel Melli donò una sua casa in via Sabbioni (oggi via Mazzini) alla Comunità ebraica di Ferrara, affinché ne facesse la sede delle sue istituzioni. Nell'edificio vennero quindi ricavate delle sinagoghe, ancora oggi esistenti, e in epoca contemporanea il museo ebraico, ospitato (sino al sisma del 2012 che ha colpito la città) in quattro sale all'ultimo piano.

## Le sinagoghe
Le tre sinagoghe dell'edificio sono usate tutt'oggi tranne una. Come tipico nei ghetti, niente tradisce la presenza dei luoghi di culto dall'esterno, mentre gli interni sono riccamente decorati. La Scola tedesca, la più grande, è ancora oggi usata per le cerimonie più solenni, mentre l'Oratorio Fanese, più piccolo, risalente al XIX secolo, è usato per i riti del sabato. La terza sinagoga era la Scola italiana, caratterizzata da una grande sala, che oggi viene usata per manifestazioni culturali. Le antiche sinagoghe subirono saccheggi e devastazioni durante la seconda guerra mondiale. Il 21 settembre 1941, un gruppo di fascisti locali sfondò le porte della Scola Fanese e della Scola tedesca distruggendo i marmi e parte degli arredi. 
Ancora più gravi furono le devastazioni nel periodo dell'occupazione nazista (1943-44) che coinvolsero anche la sala della Scola Italiana, i cui locali furono usati come sede di uno dei campi di concentramento della Repubblica Sociale Italiana destinato a ospitare gli ebrei arrestati in città e provincia. Gli internati furono trasferiti a Fossoli in tre riprese (12 febbraio 1944, 25 febbraio 1944 e 6 marzo 1944) e di lì deportati ad Auschwitz.

### La Scola tedesca (o Tempio tedesco)
Si entra per un piccolo atrio. A destra la parete si apre con cinque finestre che illuminano l'ambiente da un cortile interno. Sulla parte opposto sono collocati dei grandi medaglioni a stucco con illustrazioni allegoriche dal libro del Levitico, attribuiti a Gaetano Davia, autore delle decorazioni del Teatro comunale. In fondo si trova l'aron seicentesco, in legno scuro, intagliato a motivi floreali, e con ai lati due scanni provenienti dalla Scola italiana. La bimah, una volta al centro della sala, fu spostata davanti all'aron nel periodo dell'emancipazione. Il resto della sala è occupato da due file di banchi. Dall'atrio si accede con una rampa di scale al piccolo e elegante matroneo, recentemente restaurato, che si affaccia sulla sala chiuso da grate con un motivo a piccole mezzelune. In una vetrina vi sono esposte stoffe di pregevole valore.

### La Scola Fanese (o Oratorio Fanese)
La porta dell'oratorio proviene dalla Sinagoga di Cento e fu montata all'inverso, cosicché la scritta "i giusti vengano a me" risulta leggibile dall'interno. La sala è decorata da stucchi ed illuminata due ampie finestre che si affacciano su un cortile interno. Non vi è matroneo. Tra gli arredi sono di particolare rilevanza il pulpito ottocentesco con stucchi verdi e oro (anch'esso proveniente dalla Sinagoga di Cento) e i due monumentali troni marmorei ai lati dell'arca.

### La Scola italiana
Nel grandioso salone dell'antica sinagoga, oggi usato per eventi culturali e feste, sono collocati tre preziosi aronot settecenteschi, restaurati nel 1957. Quello centrale è la parte lignea dell'aron della stessa Scola italiana, gli altri due provengono dall'antica Scola Spagnola di Ferrara, oggi dismessa. Alle pareti sono oggi collocate delle librerie.

## Il museo ebraico
Le quattro sale del museo ospitano oggetti tradizionali e di culto, usati nelle varie cerimonie ebraiche. Tra gli oggetti più preziosi ci sono degli arredi settecenteschi, provenienti dalla scomparsa Sinagoga di Cento. Numerosi libri e documenti esposti in vetrine ricostruiscono la storia della comunità ferrarese. Una vetrinetta contiene le chiavi del ghetto, che venne regolarmente chiuso ogni notte dal 1627 al 1859.

### Dopo il terremoto del 2012
Dopo il sisma che ha colpito la città di Ferrara nel 2012 il museo è stato chiuso al pubblico. Molto del materiale precedentemente esposto in questa sede è stato trasferito nei locali del nuovo Museo nazionale dell'ebraismo italiano e della Shoah, che è stato aperto, con le sue prime sale, dal 2011.